# Delia Marti
Delia Marti (geborene Delia-Deborah Wagner, * 20. Juni 1986 in Berlin) ist eine deutsche Schauspielagentin und ehemalige Schauspielerin.  

## Leben
Bereits mit elf Jahren stand Wagner zum ersten Mal für eine Fernsehproduktion vor der Kamera. Bekannt wurde sie durch Produktionen wie Unser Charly, Tessa – Leben für die Liebe und Paulas Sommer. Des Weiteren spielte sie in Filmen wie Delphinsommer, Crazy Race und Allein unter Töchtern mit.
Nach ihrem Abitur studierte Wagner Neuere Deutsche Literatur und Medienwissenschaft, Kunstgeschichte und Philosophie an der Christian-Albrechts-Universität zu Kiel. 2013 schloss sie mit dem Magister Artium ab.
Als Co-Autorin wirkte sie bei der Entstehung des Buches Borkebjs mit, das zahlreiche Preise gewann, unter anderem den des New York Festivals (Gold).
Seit 2006 ist sie mit dem Schauspieler Beat Marti verheiratet, mit dem sie 2009 die Berliner Schauspiel-Agentur LuckyPunch gründete.

## Filmografie
- 1998: Schande
- 1998: Hallo, Onkel Doc (Fernsehserie, Staffel 5, Folge 03)
- 1998: Der Sohn des verrückten Dichters
- 2000: Achterbahn (Fernsehserie, Folge Titanic – Noch einmal)
- 2000: Gestern ist nicht heute (Kurzfilm)
- 2001: Balko (Folge Der Campingplatzmörder)
- 2001: Die Cleveren (Fernsehserie, Folge Jungfrauenschnaps)
- 2002–2004: Unser Charly (Fernsehserie, 20 Folgen)
- 2003: Crazy Race (Fernsehfilm)
- 2003: Broti & Pacek – Irgendwas ist immer (Fernsehserie, Folge Die Verschwörung)
- 2004: Delphinsommer (Fernsehfilm)
- 2005: Niemand liebt dich so wie ich (Kurzfilm)
- 2005: Kill Your Darlings
- 2006: Tessa – Leben für die Liebe (Fernsehserie, 45 Folgen)
- 2007: Paulas Sommer (Fernsehserie, 13 Folgen)
- 2007: Allein unter Töchtern (Fernsehfilm)
- 2008: Hamster (Kurzfilm)

## Theater
- 2009: Don Juan kommt aus dem Krieg